# مدرسه‌ای برای شرورها (فیلم ۲۰۰۶)
مدرسه‌ای برای شرورها (به انگلیسی: School for Scoundrels) یک فیلم کمدی آمریکایی محصول سال ۲۰۰۶ میلادی با بازی بیلی باب تورنتون و جان هدر و کارگردانی تاد فیلیپس است. این فیلم بازسازی فیلمی به‌همین نام محصول سال ۱۹۶۰ می‌باشد. فیلم در تاریخ ۲۹ سپتامبر ۲۰۰۶ اکران شد.

## خلاصه داستان
پسری نوجوان برای به دست آوردن اعتماد به نفس و دختر رویاهای خود شانس خود را در ثبت نام در کلاس‌های این موضوع را بدست می‌آورد و معلمش دستور کار این عمل را به او می‌دهد.

## بازخوردها
این فیلم به طور عمده نقدهای منفی را از منتقدین سینما دریافت کرده است.